# 1-й Петергофский мост
1-й Петергофский мост — автодорожный железобетонный рамно-консольный мост через Дудергофский канал в Красносельском районе Санкт-Петербурга. 

## Расположение
Расположен по оси Петергофского шоссе. Рядом с мостом расположен Южно-Приморский парк.
Выше по течению находится мост Партизана Германа, ниже — 2-й Петергофский мост.
Ближайшая станция метрополитена — «Проспект Ветеранов».

## Название
До 2010 года мост был безымянным, в 2010 года получил название 1-й Петергофский по наименованию Петергофского шоссе (расположенный ниже по течению мост был назван 2-м Петергофским).

## История
Мост построен в 1982—1984 годах по проекту инженера «Ленгипроинжпроекта» А. А. Соколова. Работы выполнены трестом «Ленмостострой».

## Конструкция
Мост однопролётный железобетонный, рамно-консольной системы (трёхшарнирная рама) с криволинейным очертанием нижнего пояса. Ригель рамы выполнен из сборных железобетонных элементов заводского изготовления, омоноличенных с «ногами» рамы. Балки-консоли смыкаются в середине пролёта посредством несовершенного шарнира. Железобетонная плита проезжей части включена в работу главных балок. Устои массивные, из монолитного железобетона, на естественном основании, облицованы гранитом. Фасады облицованы металлическим листом. К устоям примыкают низкие подпорные стенки. Общая длина моста составляет 41,6 м, ширина — 37 м.
Мост предназначен для движения трамваев, автотранспорта и пешеходов. Проезжая часть моста включает в себя 4 полосы для движения автотранспорта и 2 трамвайных пути. Покрытие проезжей части и тротуаров — асфальтобетон. Тротуары на мосту устроены в повышенном уровне, ограждения тротуаров от проезжей части отсутствуют. Перильное ограждение — чугунные литые решётки с металлическими вставками, завершаются на устоях гранитными тумбами. 